# IC 1490
IC 1490 = IC 1524 ist eine Spiralgalaxie vom Hubble-Typ SBbc im Sternbild Fische. Sie ist schätzungsweise 261 Millionen Lichtjahre von der Milchstraße entfernt.
Das Objekt wurde am 23. September 1867 von dem Astronomen Truman Henry Safford entdeckt.